# Kuzle
Kuzle je slovenski punk sastav iz Idrije. Glazbeno su djelovali pod utjecajem punka i postpunka.
Djelovao je od 1978. do 1980. godine. U Kuzli je djelovao legendarni slovenski glazbenik Iztok Turk na bubnjevima (poslije u Otrocima socializma, Videosexu, Laibachu i Rotoru), gitarist i pozadinski vokalist Dare Kaurič, šef idrijskih Kingstona. Svirali su još vokalist Bojan Lapanja, basist i pozadinski vokalist Dule Moravec te bubnjari Bojan Pajer i Iztok Lampe.
Pjesma ovog sastava Vahid, Vahid koja je jedna od najvećih hitova slovenskog punka. Ovaj ortodoksni punk hit sadrži provokativnu rečenicu"Pa kva je pol, če nisem Slovenc."
Kuzle i sastavi kao Berlinski zid, Čao Pičke, Niet, Via Ofenziva, U.B.R., Šund iz Idrije, Lublanski psi,  Buldogi, Otroci socializma, Tožibabe, Industbag iz Metlike, O!Kult, Odpadki Civilizacije, spadaju u kremu slovenskog punka.
Dallas Records im je 2010. objavio album Še pomnite Kuzle tovariši?.

## Vanjske poveznice
- MySpace
- E-arhiv Produkcija: FV Video / Å kuc - Forum, 1983